# Thomas Keneally
Thomas Keneally (født 7. oktober 1935) er en australsk forfatter. Han er særlig kendt for sin roman Schindlers liste, der lagde navn til filmen af samme navn og som han vandt Bookerprisen for. 